# I discorsi
I discorsi è il quindicesimo album della cantante italiana Mina, pubblicato a marzo del 1969 dalla PDU.

## Descrizione
Riprende quasi per intero i contenuti dell'album pubblicato l'anno prima Le più belle canzoni italiane interpretate da Mina, destinato esclusivamente agli abbonati di alcune riviste,  ma utilizza la tradizionale commercializzazione e distribuzione attraverso i negozi di dischi.
Due sole canzoni differenziano l'elenco delle tracce tra i due album: I discorsi, che fornisce anche il titolo a questo LP, e La canzone di Marinella, entrambe già pubblicate nel 33 giri Dedicato a mio padre del 1967; esse sostituiscono rispettivamente E se domani e La musica è finita, presenti nella distribuzione per i rotocalchi.
Il numero di catalogo, inferiore a quello dell'ultimo album pubblicato Canzonissima '68, testimonia che il disco era già pronto e stampato da tempo. Inoltre l'operazione commerciale di promuovere in anteprima e gratuitamente un album contenente le stesse canzoni, scelte attraverso un sondaggio a questionario tra i lettori delle riviste, ha permesso a questa edizione di raggiungere il sesto posto tra i 33 giri più venduti del 1969.
Nel 1970 la PDU pubblica la versione su audiocassetta (PMA 501) e l'anno dopo su cassetta Stereo8 (P8A 30001); del 2001 è la rimasterizzazione su CD in collaborazione con EMI (EMI e PDU 5365732).
Arrangiamenti, orchestra e direzione orchestrale sono di Augusto Martelli. Tecnico del suono: Nuccio Rinaldis
Per filmati video, versioni di Mina in lingua straniera e altre informazioni relative a ciascuna canzone, consultare la voce relativa al singolo oppure la sezione inediti di Le più belle canzoni italiane interpretate da Mina.

## Tracce
Se omessa l'informazione di provenienza, si intende dall'album Le più belle canzoni italiane interpretate da Mina, 1968.
Lato A
1. I discorsi – 3:06 – da Dedicato a mio padre, 1967
2. Se stasera sono qui – 3:32
3. Silenzioso slow (Abbassa la tua radio per favor) – 2:58
4. Non ti scordar di me – 2:23
5. Canzone per te – 3:35
6. Io che amo solo te – 3:11

Lato B
1. La canzone di Marinella – 3:11 – da Dedicato a mio padre, 1967
2. Roma nun fa' la stupida stasera – 2:29
3. Ma l'amore no – 3:35
4. Il cielo in una stanza (versione acustica) – 2:29
5. Munasterio 'e Santa Chiara – 2:34
6. 'O sole mio – 3:44